# Vanil Blanc
Vanil Blanc är en bergstopp i Schweiz.   Den ligger i distriktet Gruyère och kantonen Fribourg, i den sydvästra delen av landet, 60 km sydväst om huvudstaden Bern. Toppen på Vanil Blanc är 1 826 meter över havet, eller 73 meter över den omgivande terrängen. Bredden vid basen är 0,32 km.
Terrängen runt Vanil Blanc är bergig åt sydost, men åt nordväst är den kuperad. Runt Vanil Blanc är det ganska glesbefolkat, med 21 invånare per kvadratkilometer..  
I omgivningarna runt Vanil Blanc växer i huvudsak blandskog.